# 朱工一
朱工一（1922年—1986年），男，浙江余姚人，中国钢琴教育家、演奏家，曾任中央音乐学院教授。